# Сотовый заполнитель

## Производство
Сотовые заполнители изготавливаются с помощью процесса расширения и гофрировки из композитных материалов, таких как стеклопластик (также известный как стекловолокно), металл (обычно алюминий), полипропилен, фанера.

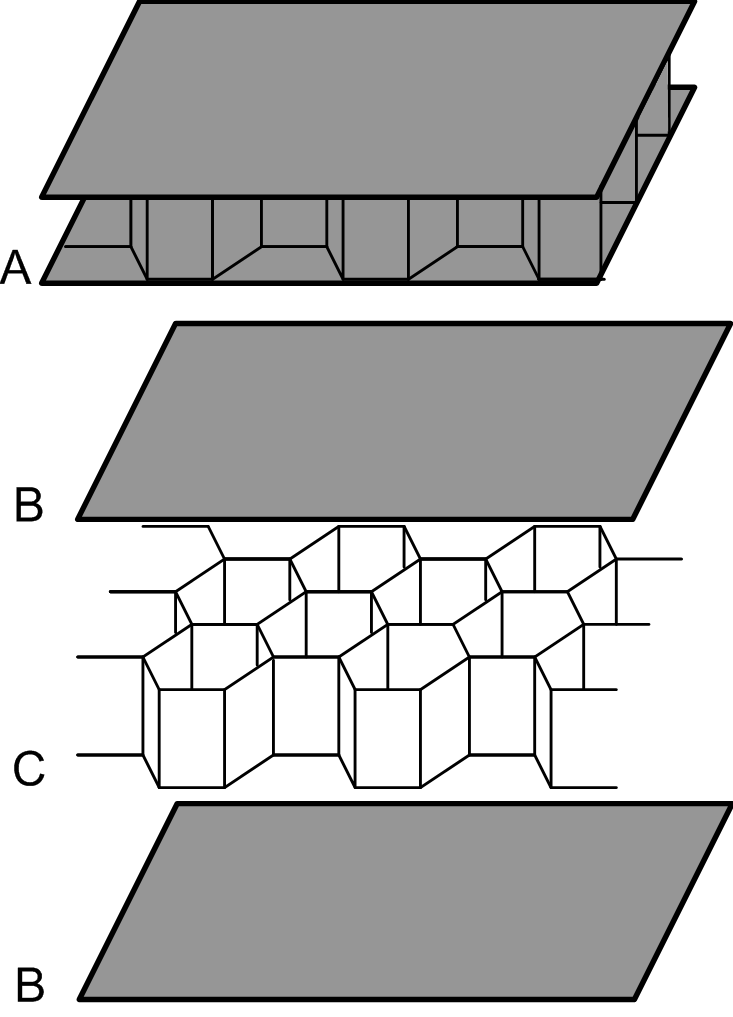
Сотовый заполнитель (A) с листовым покрытием (B) и ядром из ячеек (C)

Соты из металла производятся в процессе расширения. Непрерывный процесс, складывания соты из одного алюминиевого листа после резки прорези, был разработан в 1920 г. Непрерывная линия производства сот из металла может быть сделана из металлических рулонов в процессе резки и сжатия.
Термопластичные сотовые заполнители (обычно из полипропилена), как правило, обрабатываются с помощью блока экструдированных профилей или экструдированных труб, из которых нарезают сотовые листы.

## Свойства
В сочетании с двумя слоями сэндвич-панель характеризуется как высоко прочный материал с лёгким весом. Поведение сотовых структур ортотропное, следовательно, панели срабатывают по-разному в зависимости от ориентации структуры. Поэтому необходимо проводить различие между направлениями симметрии. Благодаря эффективной шестиугольной форме, прочность на сжатие сотовидного ядра выше (в этом же весе), чем у пенопластовых слоев.
Полипропиленовый заполнитель, в сравнении с бумажным, обладает рядом преимуществ. Такие панели обладают прекрасной устойчивостью к воде, а также к большинству кислот, щелочей и солей, отличаются низкой (0,065 Вт/мК) теплопроводностью. Защита сотовых панелей от воздействия огня и ультрафиолета обеспечивается за счёт правильного выбора облицовочных материалов.

## Использование
Сотовые материалы широко используются как при плоских, так и при изогнутых поверхностях. Сферы применения: аэрокосмическая промышленность, при производстве лёгких промышленных композиционных материалов, мебельной промышленности, судостроения, автомобилестроения, перерабатываемой тары, упаковки и пр.

## Бумажный сотовый заполнитель
Бумажный сотовый заполнитель является широкой разновидностью сотовых заполнителей, изготовляемый из полимерной или целлюлозной бумаги. Широко используется в мебельных решениях для интерьера от производства входных и межкомнатных дверей до изготовления столешниц и тамбурата. Также может использоваться в самолетостроении и в виде упаковочного материала.
Применение бумажного сотового заполнителя имеет ряд преимуществ:
- Простота технологического процесса изготовления, не требующего дополнительной обработки перед применением
- Возможность изготовления любой толщины - чаще всего от 4 до 1250 мм.;
- Изготовление широкой разновидности размера ячеек - от 10 до 32 мм.;
- Является гибким и легко складывается при необходимости.;
- Имеет меньший вес по сравнению с другими сотовыми заполнителями;
- Сохраняет прочность при сжатии близкую к другим видам сотовых заполнителей;
- Является экологически чистым и поддается легкой утилизации.

В зависимости от материала производства (полимерной и целлюлозной бумаги), может иметь разные свойства.
| Материал основы    | Объемная масса не более, кг/м 3 | Прочность не менее, кг/см² при сжатии |
| ------------------ | ------------------------------- | ------------------------------------- |
| Полимерная бумага  | 37-43                           | 16,4                                  |
| Полимерная бумага  | 32-37                           | 11,4                                  |
| Полимерная бумага  | 11-12                           | 0,5                                   |
| Полимерная бумага  | 8-9                             | 0,4                                   |
| Целлюлозная бумага | 38                              | 3                                     |
| Целлюлозная бумага | 26                              | 2,1                                   |
| Целлюлозная бумага | 18                              | 1,25                                  |
| Целлюлозная бумага | 12                              | 0,65                                  |